# Siergiej Rublewski
Siergiej Władimirowicz Rublewski, ros. Сергей Владимирович Рублевский (ur. 15 października 1974 w Kurganie) – rosyjski szachista i trener szachowy (FIDE Senior Trainer od 2013), arcymistrz od 1994 roku.

## Kariera szachowa
Jego szachowe predyspozycje zostały dostrzeżone bardzo szybko, po tym, jak w wieku 13 lat zdobył tytuł kandydata na mistrza. Dzięki temu osiągnięciu został przyjęty do słynnej szachowej szkoły Michaiła Botwinnika w Moskwie. Pierwsze turniejowe zwycięstwo odniósł w roku 1991 w Smoleńsku. W tym samym roku zadebiutował w mistrzostwach Związku Radzieckiego, zajmując w Moskwie doskonałe V miejsce w stawce 64 zawodników. W roku 1993 zwyciężył w turniejach w Aalborgu, Paryżu, Czelabińsku i Kurganie, gdzie również okazał się najlepszy roku 1994. W tym samym roku podzielił III miejsce w mistrzostwach Rosji rozegranych w Eliście. W roku 1996 triumfował w otwartym turnieju w Sankt Petersburgu oraz zajął II miejsce w memoriale Akiby Rubinsteina w Polanicy-Zdroju (za Aleksandrem Bielawskim). W następnym roku ponownie wystąpił w Polanicy-Zdroju, tym razem samodzielnie zwyciężając (przed Borysem Gelfandem i Jewgienijem Bariejewem). W roku 2001 podzielił II–III miejsce w silnie obsadzonym turnieju w miejscowości Pojkowskij. W kolejnych edycjach tego turnieju zajął III miejsce w roku 2003 oraz I–II (wraz z Aleksandrem Griszczukiem) w roku 2004. W tym samym roku zwyciężył w słynnym otwartym turnieju Aeroflot-Open w Moskwie. Awansował również do finału turnieju Masters na Korsyce, w którym przegrał z Viswanathanem Anandem (wcześniej wyeliminował jednak m.in. Weselina Topałowa). W roku 2005 odniósł życiowy sukces, zdobywając w wielkim stylu złoty medal w supermistrzostwach Rosji (turniej XVII kat. FIDE), rozegranych w Moskwie (w pokonanym polu pozostawiając m.in. Władimira Kramnika, Aleksandra Morozewicza, Piotra Swidlera, Jewgienija Bariejewa, Aleksieja Driejewa, Aleksandra Chalifmana i Wadima Zwiagincewa). W tym samym roku zajął VII miejsce w Pucharze Świata w Chanty-Mansijsku i wywalczył awans do meczów pretendentów do tytułu mistrza świata w szachach. W roku 2006 zajął I miejsce w silnie obsadzonym turnieju AeroSvit w Foros (przed Wasilijem Iwanczukiem). W 2007 wystąpił w rozegranych w Eliście meczach pretendentów, ale w II rundzie przegrał z Aleksandrem Griszczukiem i nie wywalczył awansu do turnieju o mistrzostwo świata w Meksyku. W 2008 r. podzielił I m. w miejscowości Pojkowskij (wspólnie z Dmitrijem Jakowienko, Wugarem Gaszimowem i Aleksiejem Szyrowem).
Pięciokrotnie wystąpił w mistrzostwach świata FIDE, rozgrywanych systemem pucharowym:
- 1997 – Groningen – awans do III rundy, w której przegrał z Aleksandrem Bielawskim,
- 1999 – Las Vegas – awans do III rundy, w której przegrał z Aleksiejem Drejewem,
- 2000 – New Delhi – awans do II rundy, w której przegrał ze Symbatem Lyputianem,
- 2001 – Moskwa – w I rundzie przegrał z Nguyễn Anh Dũngiem,
- 2004 – Trypolis – awans do III rundy, w której przegrał ze Zdenko Kožulem.

Wielokrotnie reprezentował swój kraj w najważniejszych drużynowych rozgrywkach szachowych:
- sześciokrotnie na olimpiadach szachowych (w latach 1994–2006), zdobywając wraz z drużyną 4 złote (1996, 1998, 2000 i 2002) i 1 brązowy medal (w roku 1994)[3],
- trzykrotnie na drużynowych mistrzostwach świata (w latach 1997–2005), zdobywając 2 złote (1997, 2005) i 1 srebrny medal drużynowy (2001) oraz 2 złote medale za wyniki indywidualne (1997 – na IV szachownicy i 2005 – na VI)[4].

Najwyższy ranking w dotychczasowej karierze osiągnął 1 listopada 2013 r., z wynikiem 2706 punktów zajmował wówczas 42. miejsce na światowej liście FIDE, jednocześnie zajmując 12. miejsce wśród rosyjskich szachistów.